# 장수 흥학당
장수 흥학당(長水 興學堂)은 대한민국 전북특별자치도 장수군 계남면에 있는 건축물이다. 1999년 7월 9일 전라북도의 문화재자료 제147호로 지정되었다.

## 개요
이 건물은 계남면에 살고 있던 11개 성씨의 대표들이 인재를 양성하기 위하여 조선 숙종 43년(1717)에 지은 것으로, 계남 향약이 비롯한 곳이기도 하다. 조선시대에 이곳에서 공부했던 선비들 대부분이 과거에 합격하여 이름을 떨치자, 한때 명문학당으로 전국적으로 그 이름이 널리 알려지기도 하였다. 그러나 19세기 이후 개화의 물결과 함께 근대교육이 이루어지면서 학당의 기능이 점차 사라지게 되었다. 대한제국 광무 2년(1898년)때 다시 지은 학당 건물도 계남면 면사무소와 계남초등학교의 교사로 쓰이는 등 수난을 겪었다. 그러나 책 속에서 진리를 탐구하던 옛 선비들의 정신은 남아있는 듯 하다.

## 참고 자료
- 흥학당 - 국가유산청 국가유산포털